# Redox
Redox — Unix-подобная микроядерная операционная система, написанная на языке программирования Rust с фокусом на безопасность и высокую производительность. При разработке использовался опыт таких ядер и операционных систем, как SeL4, MINIX, Plan 9 и BSD. В качестве цели ставится создание экосистемы, похожей на GNU или BSD, но создаваемой на безопасном для памяти языке и с использованием актуальных для 2010-х годов технологий. Распространяется по лицензии MIT.
Изначально создана Джереми Соллером, впервые опубликована 20 апреля 2015 года на GitHub. В разработке участвуют более 40 разработчиков.
Является полнофункциональной операционной системой, компонуемой из функциональных пакетов (таких, как распределитель памяти, файловая система, диспетчер дисплея, основные утилиты и так далее). Полагается на экосистему программного обеспечения, написанную на Rust.
Некоторые компоненты:
- микроядро, выполненное по типу ядра MINIX;
- поддерживает стандартную библиотеку Rust
- библиотека Newlib для программ на Си (аналог glibc);
- драйверы работают в пространстве пользователя;
- имеется опционально включаемый GUI — Orbital;
- Ion shell — базовая библиотека для оболочек и выполнения команд в Redox, а также оболочка по умолчанию;
- файловая система TFS, аналог ZFS;
- пакетный менеджер Magnet;
- менеджер памяти Ralloc.

Некоторые приложения командной строки:
- Sodium — редактор, подобный vi, который обеспечивает подсветку синтаксиса;
- Rusthello — игра-реверси.

Графические приложения:
- простой веб-браузер с базовой поддержкой изображений[10][11];
- калькулятор;
- текстовый редактор;
- файловый менеджер, отображает значки, имена, размеры и данные для файлов;
- средство просмотра изображений;
- Pixelcannon — 3D-рендерер, который можно использовать для тестирования рабочего стола Orbital;
- эмулятор терминала, который запускает sh по умолчанию.